# Europapokal der Pokalsieger 1969/70
Der Europapokal der Pokalsieger 1969/70 war die zehnte Ausspielung des Wettbewerbs der europäischen Fußball-Pokalsieger. 33 Klubmannschaften aus 32 Ländern nahmen teil, darunter der Titelverteidiger Slovan Bratislava, 24 nationale Pokalsieger und acht unterlegene Pokalfinalisten (Schalke 04, DFS Lewski-Spartak Sofia, BK Frem Kopenhagen, Olympiakos Piräus, PSV Eindhoven, Mjøndalen IF, Académica de Coimbra und Glasgow Rangers).
Aus Deutschland war der DFB-Pokalfinalist FC Schalke 04 am Start, da Pokalsieger Bayern München auch Deutscher Meister geworden war und sich somit für den Europapokal der Landesmeister 1969/70 qualifiziert hatte. Aus der DDR nahmen der FDGB-Pokalsieger 1. FC Magdeburg, aus Österreich ÖFB-Cupsieger SK Rapid Wien und aus der Schweiz der FC St. Gallen am Wettbewerb teil.
Das Finale bestritten Manchester City und Górnik Zabrze im Praterstadion von Wien am 29. April 1970. Manchester City setzte sich dabei mit 2:1 durch.
Torschützenkönig wurde Włodzimierz Lubański von Górnik Zabrze mit sieben Treffern.

## Modus
Die Teilnehmer spielten wie gehabt im reinen Pokalmodus mit Hin- und Rückspielen den Sieger aus. Gab es nach beiden Partien Torgleichstand, entschied die Anzahl der auswärts erzielten Tore (Auswärtstorregel). War auch deren Anzahl gleich, fand ein Entscheidungsspiel auf neutralem Platz statt, da ein Elfmeterschießen noch nicht vorgesehen war. Endete das Entscheidungsspiel auch nach einer eventuellen Verlängerung unentschieden, wurde der Sieger durch Münzwurf ermittelt. Das Finale wurde in einem Spiel auf neutralem Platz entschieden. Bei unentschiedenem Spielstand nach Verlängerung wäre ein Wiederholungsspiel angesetzt worden, da auch im Finale ein Elfmeterschießen noch nicht vorgesehen war.

## Vorrunde
Das Hinspiel fand am 27. August, das Rückspiel am 3. September 1969 statt.
|               | Gesamt    |                | Hinspiel | Rückspiel |
| ------------- | --------- | -------------- | -------- | --------- |
| SK Rapid Wien | (a)1:1(a) | Torpedo Moskau | 0:0      | 1:1       |

## 1. Runde
Die Hinspiele fanden am 17. September (Vestmannaeyjar gegen Sofia am 30. August), die Rückspiele am 1. Oktober (Nikosia gegen Lierse am 24. und Sliema gegen Norrköping am 30. September) 1969 statt.
|                      | Gesamt    |                          | Hinspiel | Rückspiel |
| -------------------- | --------- | ------------------------ | -------- | --------- |
| ÍBV Vestmannaeyja    | 0:8       | DFS Lewski-Spartak Sofia | 0:4      | 0:4       |
| Lierse SK            | 11:10     | APOEL Nikosia            | 10:10    | 1:0       |
| IFK Norrköping       | 5:2       | Sliema Wanderers         | 5:1      | 0:1       |
| Atlético Bilbao      | 3:6       | Manchester City          | 3:3      | 0:3       |
| Glasgow Rangers      | 2:0       | Steaua Bukarest          | 2:0      | 0:0       |
| Shamrock Rovers      | 2:4       | FC Schalke 04            | 2:1      | 0:3       |
| BK Frem Kopenhagen   | (a)2:2(a) | FC St. Gallen            | 2:1      | 0:1       |
| Göztepe Izmir        | 6:2       | US Luxemburg             | 3:0      | 3:2       |
| 1. FC Magdeburg      | 2:1       | MTK Budapest             | 1:0      | 1:1 n. V. |
| Mjøndalen IF         | 02:12     | Cardiff City             | 1:7      | 1:5       |
| FC Ards              | 1:3       | AS Rom                   | 0:0      | 1:3       |
| Olympiakos Piräus    | 2:7       | Górnik Zabrze            | 2:2      | 0:5       |
| SK Rapid Wien        | 3:6       | PSV Eindhoven            | 1:2      | 2:4       |
| Dukla Prag           | 1:2       | Olympique Marseille      | 1:0      | 0:2 n. V. |
| Dinamo Zagreb        | 3:0       | Slovan Bratislava        | 3:0      | 0:0       |
| Académica de Coimbra | 1:0       | Kuopion PS               | 0:0      | 1:0       |

## 2. Runde
Die Hinspiele fanden am 12. November, die Rückspiele am 26. November 1969 statt.
|                          | Gesamt    |                      | Hinspiel | Rückspiel |
| ------------------------ | --------- | -------------------- | -------- | --------- |
| IFK Norrköping           | 0:1       | FC Schalke 04        | 0:0      | 0:1       |
| Olympique Marseille      | 1:3       | Dinamo Zagreb        | 1:1      | 0:2       |
| DFS Lewski-Spartak Sofia | 4:0       | FC St. Gallen        | 4:0      | 0:0       |
| Lierse SK                | 0:8       | Manchester City      | 0:3      | 0:5       |
| AS Rom                   | (M)1:1(M) | PSV Eindhoven        | 1:0      | 0:1 n. V. |
| Göztepe Izmir            | 3:1       | Cardiff City         | 3:0      | 0:1       |
| 1. FC Magdeburg          | 1:2       | Académica de Coimbra | 1:0      | 0:2       |
| Górnik Zabrze            | 6:2       | Glasgow Rangers      | 3:1      | 3:1       |

## Viertelfinale
Die Hinspiele fanden am 4. März, die Rückspiele am 18. März 1970 statt.
|                          | Gesamt    |                 | Hinspiel | Rückspiel |
| ------------------------ | --------- | --------------- | -------- | --------- |
| Académica de Coimbra     | 0:1       | Manchester City | 0:0      | 0:1 n. V. |
| AS Rom                   | 2:0       | Göztepe Izmir   | 2:0      | 0:0       |
| DFS Lewski-Spartak Sofia | (a)4:4(a) | Górnik Zabrze   | 3:2      | 1:2       |
| Dinamo Zagreb            | 1:4       | FC Schalke 04   | 1:3      | 0:1       |

## Halbfinale
Die Hinspiele fanden am 1. April, die Rückspiele am 15. April 1970 statt.
|               | Gesamt |                 | Hinspiel | Rückspiel |
| ------------- | ------ | --------------- | -------- | --------- |
| FC Schalke 04 | 2:5    | Manchester City | 1:0      | 1:5       |
| AS Rom        | 3:3    | Górnik Zabrze   | 1:1      | 2:2 n. V. |

### Entscheidungsspiel
Das Spiel fand am 22. April 1970 statt.
|        | Ergebnis     |               |
| ------ | ------------ | ------------- |
| AS Rom | 1:1 n. V.(M) | Górnik Zabrze |

## Finale
| Manchester City                             | Manchester City | Górnik Zabrze | Górnik Zabrze |
| ------------------------------------------- | --- | --- | ------------- |
| Manchester City                             | \| 29. April 1970 in Wien (Praterstadion) \| \| Ergebnis: 2:1 (2:0) \| \| Zuschauer: 7.968 \| \| Schiedsrichter: Paul Schiller ( Österreich) \|                                        | \| 29. April 1970 in Wien (Praterstadion) \| \| Ergebnis: 2:1 (2:0) \| \| Zuschauer: 7.968 \| \| Schiedsrichter: Paul Schiller ( Österreich) \| | Górnik Zabrze |
| Manchester City                             | Joe Corrigan – Tony Book , Tommy Booth, George Heslop, Glyn Pardoe – Mike Doyle (23. Ian Bowyer), Alan Oakes, Tony Towers – Colin Bell, Franny Lee, Neil Young Cheftrainer: Joe Mercer | Hubert Kostka – Jerzy Gorgoń, Stanislaw Oślizło , Stefan Florenski (85. Rainer Kuchta), Henryk Latocha – Alfred Olek, Zygfryd Szołtysik, Erwin Wilczek (75. Hubert Skowronek) – Jan Banaś, Włodzimierz Lubański, Wladislaw Szaryński Cheftrainer: Géza Kaloczai ( Ungarn), Michał Matyas | Górnik Zabrze |
| Manchester City                             | 1:0 Neil Young (12.) 2:0 Franny Lee (43., EM) | 2:1 Stanislaw Oslizlo (68.) | Górnik Zabrze |
| 29. April 1970 in Wien (Praterstadion)      | | |               |
| Ergebnis: 2:1 (2:0)                         | | |               |
| Zuschauer: 7.968                            | | |               |
| Schiedsrichter: Paul Schiller ( Österreich) | | |               |